# Kajakarstwo na Letnich Igrzyskach Olimpijskich 1976
Wyniki zawodów w kajakarstwie na Letnich Igrzyskach Olimpijskich 1976.

## Kajakarstwo

### Mężczyźni
| Konkurencja: | Złoto:                                                                 | Srebro:                                                                   | Brąz:                                                           |
| C-1 500 m    | Aleksandr Rogow                                                        | John Wood                                                                 | Matija Ljubek                                                   |
| C-1 1000 m   | Matija Ljubek                                                          | Wasyl Jurczenko                                                           | Tamás Wichmann                                                  |
| C-2 500 m    | Serhij Petrenko Aleksandr Winogradow                                   | Andrzej Gronowicz Jerzy Opara                                             | Tamás Buday Oszkár Frey                                         |
| C-2 1000 m   | Serhij Petrenko Aleksandr Winogradow                                   | Gheorghe Danielov Gheorghe Simionov                                       | Tamás Buday Oszkár Frey                                         |
| K-1 500 m    | Vasile Dîba                                                            | Zoltán Sztanity                                                           | Rüdiger Helm                                                    |
| K-1 1000 m   | Rüdiger Helm                                                           | Géza Csapó                                                                | Vasile Dîba                                                     |
| K-2 500 m    | Joachim Mattern Bernd Olbricht                                         | Serhij Nahorny Władimir Romanowski                                        | Larion Serghei Policarp Malîhin                                 |
| K-2 1000 m   | Serhij Nahorny Władimir Romanowski                                     | Joachim Mattern Bernd Olbricht                                            | Zoltán Bakó István Szabó                                        |
| K-4 1000 m   | Siergiej Czuchraj Aleksandr Diegtiariow Jurij Fiłatow Władimir Morozow | José María Esteban José Ramón López Herminio Menéndez Luis Gregorio Ramos | Frank-Peter Bischof Bernd Duvigneau Rüdiger Helm Jürgen Lehnert |

### Kobiety
| Konkurencja: | Złoto:                   | Srebro:                   | Brąz:                       |
| K-1 500 m    | Carola Zirzow            | Tatjana Korszunowa        | Klára Rajnai                |
| K-2 500 m    | Nina Gopowa Galina Kreft | Anna Pfeffer Klára Rajnai | Bärbel Köster Carola Zirzow |

## Klasyfikacja medalowa
| Klasyfikacja medalowa | Klasyfikacja medalowa | Klasyfikacja medalowa | Klasyfikacja medalowa | Klasyfikacja medalowa | Klasyfikacja medalowa |
| --------------------- | --------------------- | --------------------- | --------------------- | --------------------- | --------------------- |
| Miejsce               | Reprezentacja         | Złoto                 | Srebro                | Brąz                  | Razem                 |
| 1.                    | ZSRR                  | 6                     | 3                     | 0                     | 9                     |
| 2.                    | NRD                   | 3                     | 1                     | 3                     | 7                     |
| 3.                    | Rumunia               | 1                     | 1                     | 2                     | 4                     |
| 4.                    | Jugosławia            | 1                     | 0                     | 1                     | 2                     |
| 5.                    | Węgry                 | 0                     | 3                     | 5                     | 8                     |
| 6.                    | Kanada                | 0                     | 1                     | 0                     | 1                     |
| 6.                    | Hiszpania             | 0                     | 1                     | 0                     | 1                     |
| 6.                    | Polska                | 0                     | 1                     | 0                     | 1                     |